# イェッセ (カルトリ国王)
イェッセ（グルジア語: იესე：ロシア語: Иессе, 1680/1年 - 1727年）は、ムスリム名のアリー・クリー・ハーン または ムスタファ・パシャでも知られる、東グルジアにあったバグラティオニ朝ムフラニ家のカルトリ王国国王である。国王に2度なっているが、その在位期間は、その当時の宗主国より太守（ワリ）に任命されている。1度目の在位期間（1714年 - 1716年）はサファヴィー朝ペルシャのワリとして、2度目の在位期間（1724年 - 1727年）はオスマン帝国のワリとしてそれぞれ任命された。

## 生涯
カルトリ王国の王子レヴァン王子と（2番目の妃である）ティラティン・アヴァリシュヴィリの間に生まれた。イェッセは父レヴァンがペルシャの宮廷に奉公している間、父に一緒に付いて行ったが、そこでイスラム教に改宗してアリー・クリー・ハーンの名を受けた。彼はペルシャ帝国の東方の辺境地帯で伯父ギオルギ11世（ムスリム名：グルギン・ハーン）や異母兄カイホスローの下で1705年から1714年にかけてアフガニスタンの反乱軍と戦って、いくつかの高い地位を得た。ケルマーン太守（1708年 - 1709年）、ケルマーン最高司令官（1709年 - 1711年）、ついにはペルシャ軍の（サファヴィー朝の名君アッバース1世が作った）砲兵隊トプチの大将（1711年 - 1714年）に任命された。

### 最初の治世
1714年3月、イスラム教への改宗を拒否する異母兄ヴァフタング6世に代わってカルトリ国王とワリに就任しないか打診された。彼がアリー・クリー・ハーンとして即位して、ダゲスタンのレズギ人による「レキアノバ」という断続的な襲撃を撃退する為に、東グルジアにあるもう1つのカヘティ王国の統治者ダヴィット2世 （イマムクリ・ハーン）との同盟を結ばれたが、彼はその地位をやがて手放さなざるを得ない状況となる。やがて彼が無能でアルコール使用障害だと判明した。領土の治安が維持できなくなり、1716年6月にシャーのスルターン・フサインによって、キリスト教をついに棄教することに同意した兄のヴァフタング6世に交代させられた。

### 軟禁と改宗
イェッセはカヘティのテラヴィに逃れたが、ヴァフタング6世の息子で新たにカルトリ王国の摂政となったバカル王子に降伏した。彼はトビリシで軟禁されてキリスト教に改宗した。1721年にヴァフタング6世によって解放され、ムフラニの領地を授けられ、司法大臣に任命された。1723年にコンスタンティネ2世（マフマド・クリー・ハーン）がヴァフタング6世をカルトリ国王の座から追おうとペルシャ軍と移動してきた時、イェッセはカルトリに進駐してくるオスマン帝国軍に働きかける為に逃げ、再び改宗してスンニ派ムスリムとなって、ムスタファ・パシャの名の下に王としてカルトリ王国を再興した。彼の権力は大部分が名目的で、政府も実際はオスマン帝国の司令官によって統治された。1724年のカルトリ王国の動乱では、オスマン帝国の中央政府になんとかカルトリ王国の存続を認めさせたが、1727年の彼の死によってカルトリ王国は廃止され、オスマン帝国の直接統治下に置かれることとなった。

## 子孫
曾孫にはナポレオン戦争で活躍したロシア帝国の将軍ピョートル・バグラチオンがいる。